# Bella Vista (Chiriquí)
Bella Vista es un corregimiento del distrito de Tolé en la provincia de Chiriquí, República de Panamá. La localidad tiene 683 habitantes (2010).